# Brouilly
Pour le mont, voir mont Brouilly.
Le brouilly est un vin rouge français d'appellation d'origine contrôlée produit dans le département du Rhône.
L'aire d'appellation s'étend sur six communes autour du mont Brouilly, dans le vignoble du Beaujolais. Elle est l'un des dix crus de ce vignoble, qui sont du nord au sud : le saint-amour, le juliénas, le chénas, le moulin-à-vent, le fleurie, le chiroubles, le morgon, le régnié, le brouilly et le côte-de-brouilly.

## Histoire
Les premières vignes plantées sur les flancs du mont Brouilly datent du IVe siècle. Le nom apparut en 1179, lorsque les sires de Beaujeu firent don des vignes situées « au clos de Brouilly » à l'abbaye de Belleville, fraîchement fondée.
Depuis la fin du XIXe siècle, la colline est placée sous la bénédiction de la chapelle du mont Brouilly et de la Vierge aux raisins. Celle-ci fût construite suite à de difficiles années pour chercher la protection divine du vignoble. Oïdium, grêles et gelées s’étaient succédé, dans les années 1850, poussant les populations locales à chercher l’aide divine.
Le brouilly est reconnu par l'Institut national de l'origine et de la qualité (INAO) comme appellation d'origine contrôlée (AOC) depuis le décret du 19 octobre 1938, quatre ans après la formation du syndicat des producteurs de Brouilly. Le cahier des charges a été dernièrement modifié en octobre 2009, puis en février 2021 et en mars 2024.

### Étymologie
L'appellation doit son nom au mont Brouilly, qui est au centre de l'appellation. Une légende veut que le mot « Brouilly » vienne du nom d'un officier romain nommé Brulius, qui se serait installé dans la région.

## Vignoble
L'aire de l'appellation brouilly se trouve à l'ouest de Belleville, dans le département du Rhône, autour du mont Brouilly, une petite montagne au sommet boisé, détachée de la bordure orientale des monts du Beaujolais, sur le territoire des communes de Cercié, Charentay, Odenas, Quincié-en-Beaujolais, Saint-Étienne-la-Varenne et Saint-Lager. Les coteaux viticoles, implantés à une altitude comprise entre 250 et 400 m, plus ou moins pentus, forment une auréole de vignes jusqu'à mi-côte autour du mont Brouilly (altitude 485 mètres). Les vignes les plus basses constituent l'appellation brouilly, les plus hautes l'appellation côte-de-brouilly.
Il s'agit de l'aire de production la plus vaste (avec environ 20 % de la superficie totale) et la plus au sud parmi les dix appellations communales du Beaujolais. Les six communes font également partie de l'aire d'appellation de l'AOC beaujolais-villages (et donc également de l'AOC beaujolais). Les critères du cahier des charges du brouilly sont légèrement plus exigeantes pour la densité de plantation et pour le rendement.

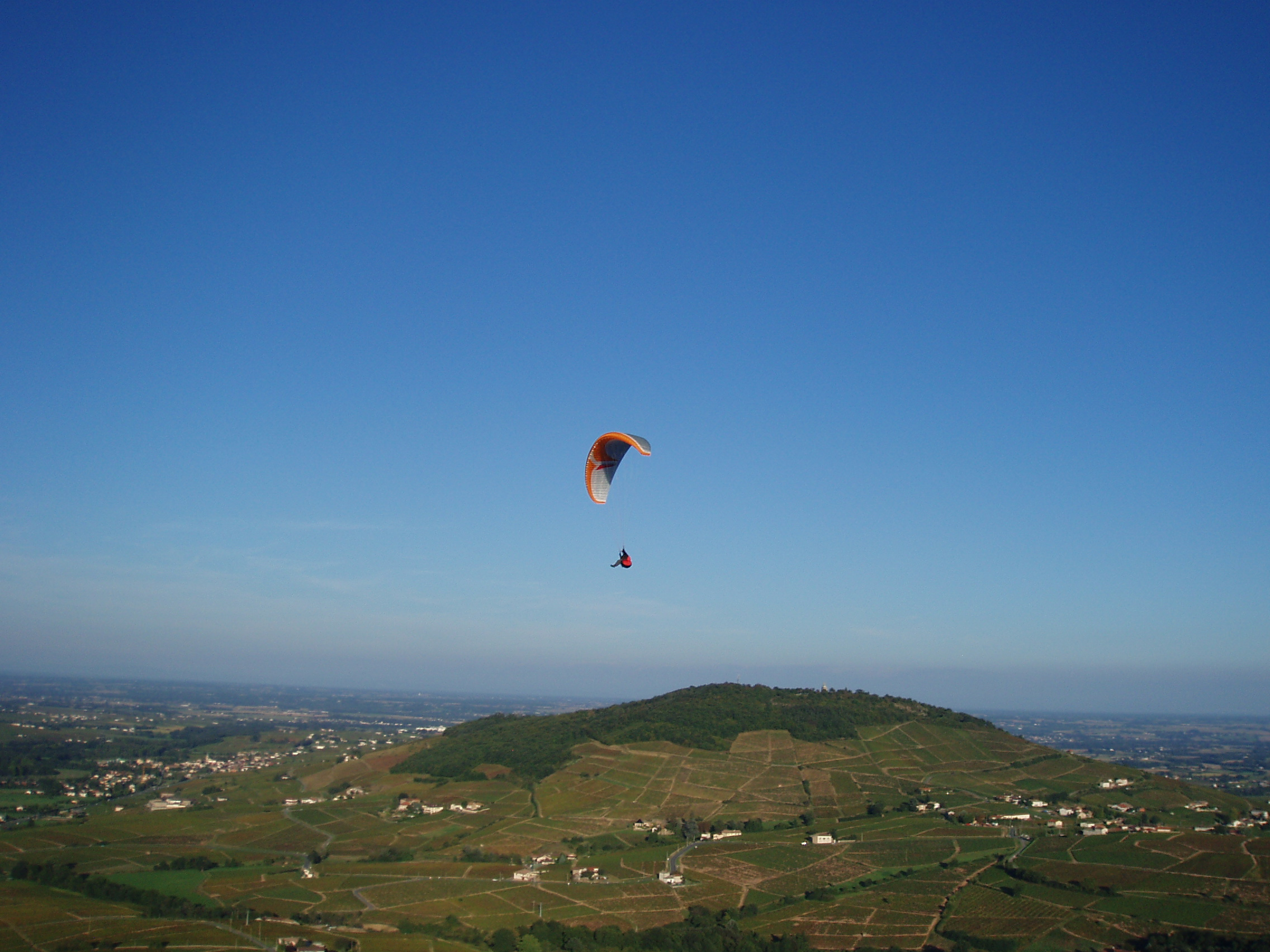
Le mont Brouilly, face ouest couverte de vignes.

Selon les Douanes, la superficie revendiquée en 2023 sous l'appellation est de 1 196 hectares. À titre de comparaison, la surface était en 2005 de 1 306 ha et en 2010 de 1 325 ha.

### Géologie et pédologie
Entre 2009 et 2018, à la demande de l'organisme interprofessionnel Inter Beaujolais, une étude de caractérisation des terrains produisant le brouilly et le côte-de-brouilly a été réalisée. Après plus de 15 000 sondages de sols, près de 1 000 fosses et une cinquantaine de visites commentées, les analyses ont permis d'établir une cartographie détaillée du vignoble du Beaujolais. Ce travail de recherche scientifique a permis de définir des unités de sols et de réfléchir à des regroupements possibles, la parcellisation étant synonyme de diversification des goûts, de découvertes et de spécificités pour les professionnels et les consommateurs.

#### Sous-sols
Le sous-sol est principalement composé de formations paléozoïques acides :
- granites à l'ouest du mont Brouilly, sur les communes d’Odenas, Quincié et Saint-Etienne-la-Varenne ;
- diorite (roche magmatique filonienne appelée « roche bleue de Brouilly ») au sud ;
- colluvions (arènes granitiques, schistes) descendus de la montagne en bas de pente à l’est et au nord se mêlent et recouvrent le substrat ;
- formations alluvionnaires et argilo-calcaires à l'est.

#### Sols
Les sols sont de quatre types :
- sols sableux et maigres constitués d'arènes granitiques, cailloux de couleur rose, riches en silice issues de l'altération des granites à l'ouest ;
- sols plus argileux et plus caillouteux au sud du mont Brouilly ;
- sols argilo-siliceux sur les colluvions à l’est et au nord ;
- sols argilo-calcaires à l'est vers la vallée de la Saône.

### Climatologie
La station météo de Villefranche-sur-Saône (à 174 mètres d'altitude ; 45° 59′ 14″ N, 4° 44′ 16″ E) est une des plus proches de l'aire d'appellation. Ses valeurs climatiques sont :
| Mois                              | jan. | fév. | mars | avril | mai  | juin | jui. | août | sep. | oct. | nov. | déc. | année |
| --------------------------------- | ---- | ---- | ---- | ----- | ---- | ---- | ---- | ---- | ---- | ---- | ---- | ---- | ----- |
| Température minimale moyenne (°C) | −0,6 | 0,6  | 2,4  | 5,1   | 8,9  | 12,2 | 14,3 | 13,5 | 10,7 | 7,2  | 2,7  | 0,1  | 6,4   |
| Température moyenne (°C)          | 2,5  | 4,2  | 6,9  | 10,2  | 14,2 | 17,7 | 20,2 | 19,4 | 16,4 | 11,9 | 6,3  | 3    | 11,1  |
| Température maximale moyenne (°C) | 5,5  | 7,9  | 11,5 | 15,2  | 19,4 | 23,2 | 26,1 | 25,2 | 22,1 | 16,5 | 9,8  | 5,9  | 15,7  |
| Précipitations (mm)               | 47,3 | 45,4 | 47,4 | 58,5  | 82   | 71,4 | 59,8 | 81,6 | 71,6 | 67,2 | 60,1 | 51,7 | 744   |

| Mois                              | jan. | fév. | mars | avril | mai  | juin | jui. | août | sep. | oct. | nov. | déc. | année |
| --------------------------------- | ---- | ---- | ---- | ----- | ---- | ---- | ---- | ---- | ---- | ---- | ---- | ---- | ----- |
| Température minimale moyenne (°C) | 0,9  | 1    | 3,6  | 6,6   | 10,8 | 14,3 | 16,2 | 15,5 | 12   | 8,6  | 4,4  | 1,6  | 8     |
| Température moyenne (°C)          | 4,2  | 5,3  | 9    | 12,5  | 16,7 | 20,5 | 22,5 | 22   | 17,9 | 13,4 | 8    | 4,8  | 13,1  |
| Température maximale moyenne (°C) | 7,6  | 9,6  | 14,4 | 18,4  | 22,6 | 26,7 | 28,8 | 28,5 | 23,8 | 18,1 | 11,6 | 8    | 18,2  |
| Précipitations (mm)               | 48,3 | 37,9 | 46,9 | 62,6  | 73,5 | 73,6 | 77,1 | 71   | 68,2 | 89,9 | 88,4 | 53,5 | 790   |

| Diagramme climatique                                  |          |             |             |              |              |              |            |            |             |             |          |
| J                                                     | F        | M           | A           | M            | J            | J            | A          | S          | O           | N           | D        |
| 7,60,948,3                                            | 9,6137,9 | 14,43,646,9 | 18,46,662,6 | 22,610,873,5 | 26,714,373,6 | 28,816,277,1 | 28,515,571 | 23,81268,2 | 18,18,689,9 | 11,64,488,4 | 81,653,5 |
| Moyennes : • Temp. maxi et mini °C • Précipitation mm |          |             |             |              |              |              |            |            |             |             |          |

### Encépagement

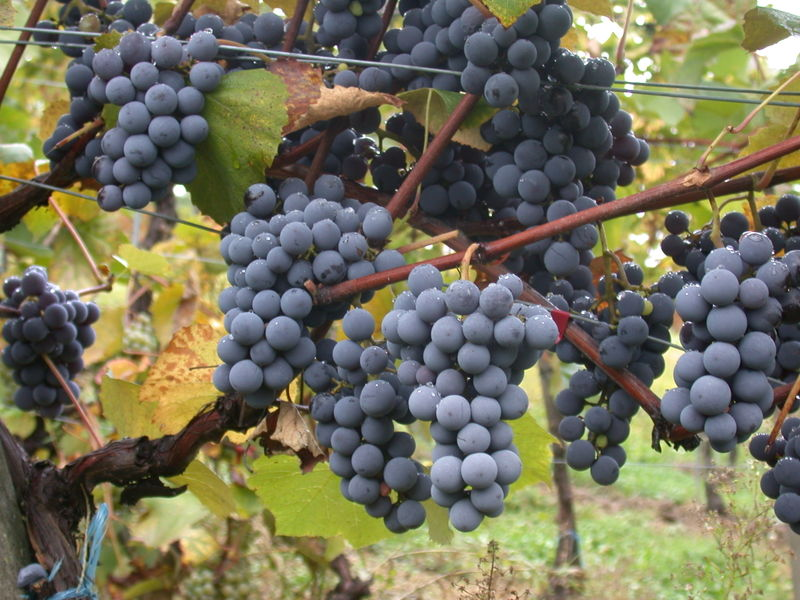
Grappes de gamay N.

Le cépage principal est le gamay noir à jus blanc (gamay N). trois autres cépages sont autorisés comme cépages accessoires : l'aligoté B, le chardonnay B et le melon B ; ces derniers sont autorisés uniquement en mélange de plants dans les vignes, leur proportion totale étant limitée à 15 % au sein de chaque parcelle. Le gamay de Bouze N et le gamay de Chaudenay N ne sont plus autorisés par le cahier des charges.
Le gamay est un cépage peu vigoureux, faible mais fertile et dont la production doit être maîtrisée car il a tendance à s'épuiser. Les meilleurs vins de gamay sont obtenus, à l’opposé du pinot noir, sur des sols acides et granitiques. Son débourrement précoce le rend également sensible aux gelées de printemps. Il se montre parfois sensible au millerandage lorsque les conditions climatiques sont défavorables au moment de la floraison. Le gamay présente l’avantage de produire une petite récolte sur les contre-bourgeons. Le vin de gamay possède une couleur rouge nuancée de violet, il est pauvre en tanins et dévoile une bonne acidité. Il possède généralement un caractère fruité (fruits rouges, fruits noirs) mais exprime peu de complexité au niveau aromatique.

### Culture de la vigne

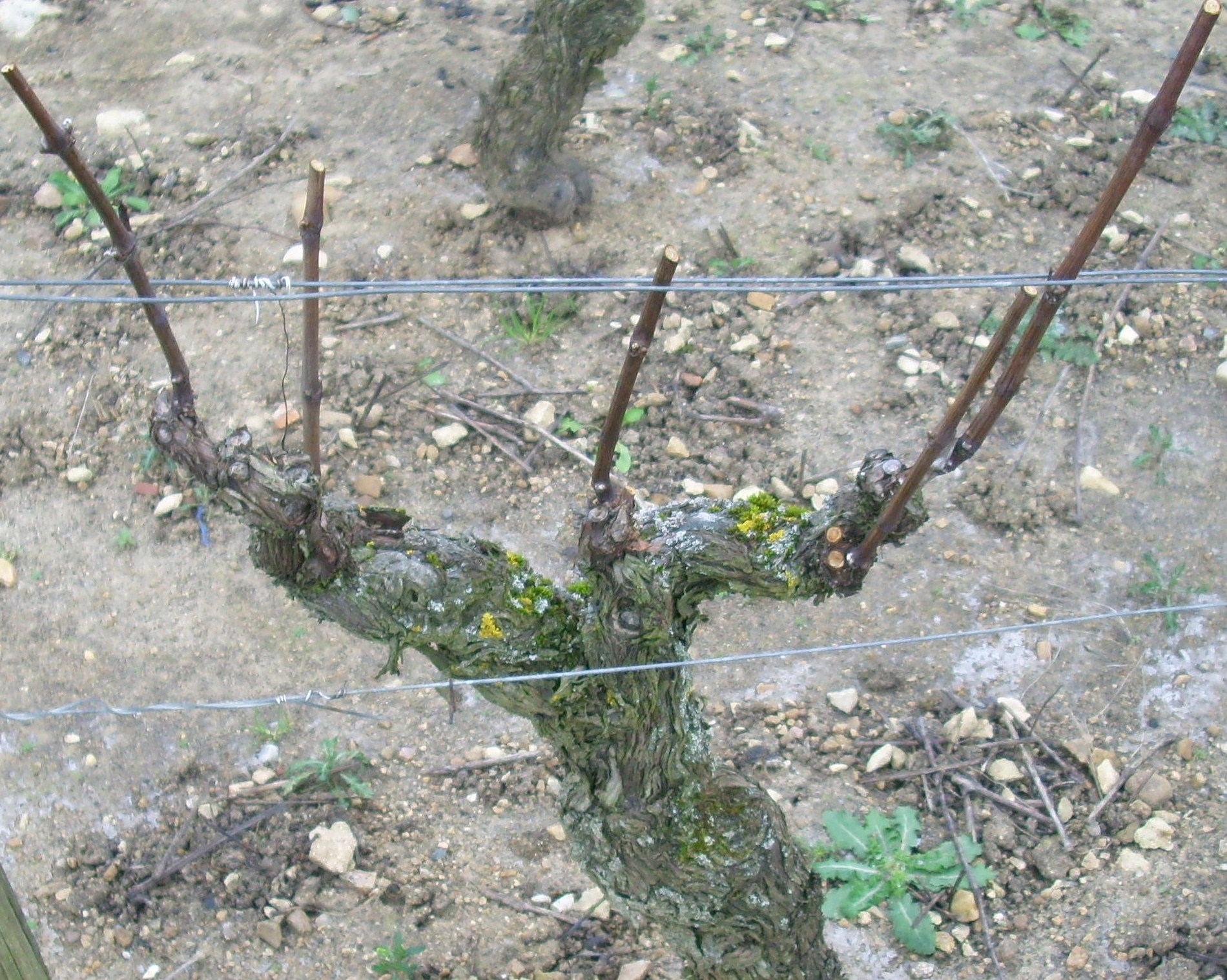
Pied de vigne taillé en gobelet.

La taille est courte, en gobelet, éventail ou cordon, simple, double ou charmet avec trois à cinq coursons à un ou deux yeux. La conduite ancienne traditionnelle était en gobelet à densité élevée (entre 9 000 et 11 000 pieds par hectare). Aujourd'hui, le besoin de mécaniser le vignoble conduit les viticulteurs à planter à densité plus faible, dans la limite des 6 000 pieds par hectare du cahier des charges.
L'écartement entre rangs ne peut excéder 2,3 mètres ; entre ceps sur le rang, il doit être au minimum de 0,80 m. Pour les vignes non palissées en gobelet, l'écartement maximum entre rangs ne doit pas excéder 1,5 m. Des allées peuvent être aménagée en arrachant un rang de vigne. L'allée ne doit pas excéder 3 m et doit bénéficier d'un couvert végétal spontané ou semé. Les tournières doivent bénéficier d'un couvert végétal permanent. La hauteur de feuillage entre la limite inférieure du feuillage et la hauteur de rognage doit dépasser 0,6 fois l'écartement entre rangs et un palissage est obligatoire si l'écartement entre rangs dépasse 1,5 m.
La taille courte est obligatoire. Traditionnellement en gobelet, la taille en cordon ou la taille « charmet » (taille inventée par M. Charmet en sud-Beaujolais, intermédiaire entre la taille en cordon et celle en éventail) sont aujourd'hui pratiquées. La taille est limitée à huit yeux porteurs de grappe après épamprage et un bras à deux yeux peut être ajouté en vue de rajeunir la souche.

### Rendements
Le rendement est limité à un maximum de 56 hectolitres par hectare ; le rendement butoir est de 61 hectolitres par hectare. Le rendement réel est en-dessous du maximum autorisé par le cahier des charges, par exemple le rendement moyen pour l'ensemble de l'appellation lors des vendanges 2010 est de 50,1 hectolitres par hectare et de 46 hectolitres par hectare en 2008. 
Les données des années récentes sont les suivantes, toutes inférieures au rendement maximum du cahier des charges (56 hl/ha) :
| Année | Superficie (ha) | Production (hl) | Rendement (hl/ha) |
| ----- | --------------- | --------------- | ----------------- |
| 2019  | 1 233           | 59 326          | 48                |
| 2020  | 1 213           | 57 824          | 48                |
| 2021  | 1 217           | 47 674          | 39                |
| 2022  | 1 175           | 53 071          | 45                |
| 2023  | 1 196           | 61 705          | 52                |
| 2024  | 1 205           | 51 946          | 43                |

### Vendanges
Les vendanges sont faites à la main, les grappes de raisin devant arriver intactes dans les cuves.
Le premier jour des vendanges (appelé « levée du ban des vendanges ») varie selon la maturité des baies, qui dépend lui-même de l'ensoleillement reçu : les années relativement chaudes les raisins sont vendangés tôt, les années relativement froides les vendanges sont plus tardives.

## Vins
La production déclarée en 2023 a été d'un total de 61 704 hectolitres (un hectolitre = 100 litres = 133 bouteilles de 75 cl). À titre de comparaison, elle a été en 2005 de 61 553 hl et en 2010 de 66 450 hl.

### Vinification et élevage
Le mode de vinification du beaujolais explique beaucoup le type de vins très particulier qui y est produit. On l'appelle la macération carbonique : le raisin est encuvé entier et la cuve est fermée pendant quatre à sept jours. La saturation de la cuve en CO2 empêche les raisins de s'oxyder, les obligeant à un mode de fonctionnement anaérobie. Cet oxyde de carbone est obtenu en faisant d'abord fermenter une partie de la récolte (10 à 30 %) en fond de cuve, foulée et levurée, auquel on rajoute le reste de la récolte dont les grappes doivent être le plus intact possible (non éraflées et non foulées, les baies ne doivent pas être écrasées). Cette évolution à l'intérieur du grain de raisin s'apparente à un début de fermentation : elle produit un peu d'alcool et des précurseurs d'arômes. Ensuite, le raisin est foulé et une fermentation traditionnelle se poursuit.
Pour les dix crus du Beaujolais, surtout pour ceux destinés à être gardés quelques années de plus en bouteille, la vinification est semi-carbonique, à mi-chemin de la macération carbonique et de la vinification bourguignonne. Le raisin est récolté manuellement, encuvé entier sans éraflage. La fermentation débute comme pour une macération carbonique, mais au moment où le marc destiné au primeur est décuvé et pressé, les cuves destinées au vin de garde sont pigées et la macération se poursuit jusqu'à épuisement presque complet des sucres. Le vin est ensuite écoulé, le marc pressé et la fermentation malolactique peut s'enclencher tant que la température n'est pas trop descendue.
Ces procédés favorisent la production de vins peu tanniques, une coloration pas trop soutenue et des arômes fruités.
Le brouilly se garde et arrive à maturité environ deux à cinq ans dans des conditions normales et facilement plus de dix ans dans de bonnes conditions.

### Accord mets-vin
On sert ce vin traditionnellement avec une volaille de Bresse ou de la charcuterie et qui peut être servi à l'apéritif. Il convient aussi à la viande blanche, volaille, au foie de veau, au gibier à plume, aux pâtes et aux fromages.

## Économie

### Commercialisation
Selon le site beaujolais.com, c'est le vin du Beaujolais le plus dégusté en région parisienne, le plus consommé dans les brasseries parisiennes.
Les vins bénéficiant de l'appellation peuvent être repliés sur les appellations régionales beaujolaises (beaujolais-villages, beaujolais supérieur et beaujolais), mais aussi bourguignonnes, c'est-à-dire qu'ils peuvent être commercialisés sous les appellations bourgogne gamay, coteaux-bourguignons et bourgogne-passe-tout-grains. On peut également produire du crémant de Bourgogne (dont l'aire de production s'étend sur le Beaujolais, selon les deux décrets du 16 octobre 2009).

### Liste de producteurs
Domaine Les Capréoles, château de la Chaize, domaine Franck Chavy, Didier Desvignes, maison Paul Janin et Fils, domaine Laforest, Jean-Claude Lapalu, château de la Terrière, château Thivin, etc.

## Dans la culture
Dans le film OSS 117 : Le Caire, nid d'espions de Michel Hazanavicius, l'agent de la Bath (Jean Dujardin) attablé au restaurant, commande « Deux blanquettes et un pot de Brouilly ».